# Winnie M Li
Winnie M Li ist eine amerikanische Schriftstellerin, Romanautorin und Aktivistin.
Lis erster Roman, Dark Chapter, 2017, basiert auf ihren eigenen Erfahrungen mit einer Vergewaltigung durch einen Fremden im Jahr 2008. Ihr zweiter Roman, Complicit (deutsch: Komplizin), wurde 2022 veröffentlicht.

## Kindheit, Jugend und Ausbildung
Winnie M Li wurde in New Haven, Connecticut, als Tochter taiwanesischer Einwanderer geboren. Ihre Familie lebte in Pennsylvania, bevor sie sich in Wayne, New Jersey, niederließ.   Nach dem Highschool-Abschluss besuchte sie die Harvard University, wo sie Volkskunde und Mythologie studierte. Nach ihrem Abschluss als Phi Beta Kappa in Harvard zog sie nach Cork, Irland, um an der National University of Ireland, Cork, einen Magister in Englisch zu machen. Im Jahr 2000 wurde Li in die erste Klasse der George-Mitchell-Stipendiaten aufgenommen.

## Vergewaltigung
Im April 2008 wurde Li von einem 15-jährigen Jungen im Colin Glen Forest Park in Belfast vergewaltigt.  Li war in Belfast, um an einer Konferenz zur Feier des zehnjährigen Bestehens des nordirischen Friedensprozesses teilzunehmen. Li erlitt bei dem Übergriff 39 Verletzungen. Der Fall sorgte für einen Aufschrei in Belfast und fand landesweite Beachtung in den Medien. Eine Woche nach dem Übergriff wurde im Park eine Mahnwache abgehalten. Der Täter wurde festgenommen und schließlich verurteilt.

## Schreiben und Aktivismus
Nach dem Übergriff begann Li, über ihre Erfahrungen zu schreiben. 2011 erschien hierzu ein Essay in dem Buch Sushi and Tapas. Life Stories By And Of Young Women. Li schrieb ab 2014 mehrere Artikel für die Huffington Post über den Übergriff und über sexuelle Gewalt im Allgemeinen. 2015 war sie Mitbegründerin des Clear Lines Festival, das sexuelle Übergriffe und die Zustimmung dazu durch Kunst und Diskussion thematisiert. Li tritt regelmäßig in BBC und Sky News auf und äußert sich zu Themen wie sexuellem Missbrauch und Gewalt. Li gab auch Interviews in The Guardian, The Times, The Irish Times, The Irish Examiner, The Los Angeles Review of Books und Ms Magazine. 2018 erhielt Li die Ehrendoktorwürde der National University of Ireland für ihren Beitrag zur Kunst im Rahmen der Förderung von Frauenrechten.
Lis Schriften sind in einer Reihe von Zeitschriften und Zeitungen erschienen, darunter The Guardian, The Times, The Mail on Sunday, The Stylist, The Huffington Post und Grazia.

## Nein
2017 veröffentlichte Li ihren ersten Roman Dark Chapter (deutsch: Nein, 2018), eine fiktionalisierte Darstellung der Vergewaltigung aus der Perspektive des Opfers und des Täters. Das Buch gewann 2017 den "Not the Booker Prize" des Guardian. Dark Chapter wurde außerdem für den Edgar Award für den besten Debütroman nominiert und stand auf der Shortlist für den Authors' Club Best first novel award. Das Buch wurde in zehn Sprachen übersetzt. Northern Ireland Screen gewährte eine Entwicklungsfinanzierung für eine Spielfilmadaption von Dark Chapter, wofür Li das Drehbuch schrieb.

## Komplizin
Lis zweiter Roman, Complicit (deutsch: Komplizin), wurde von der MeToo-Bewegung und den Ermittlungen gegen Triebtäter wie Harvey Weinstein in der Filmindustrie inspiriert und im Sommer 2022 veröffentlicht (ins Deutsche übersetzt von Stefan Lux, 2023). Er wurde von der New York Times für ihren monatlichen Buchclub "Group Text" ausgewählt. Außerdem erhielt er positive Kritiken von The Guardian, The Times, The Irish Times, The Daily Mail, und Belfast Telegraph. Complicit wurde von der Irish Times und CrimeReads auf die Liste der "Best Crime Novels of 2022" und von den Zeitschriften Grazia und Glamour auf die Liste der "Best Books of 2022" gesetzt.